# Маркус Ганчк
Маркус Ганчк (нім. Markus Hantschk; нар. 19 листопада 1977) — колишній німецький тенісист.
Найвищу одиночну позицію світового рейтингу — 71 місце досяг 30 жовтня 2000, парну — 348 місце — 3 серпня 1998 року.
Найвищим досягненням на турнірах Великого шолома було 2 коло в одиночному розряді.
Завершив кар'єру 2006 року.

## Фінали турнірів ATP за кар'єру

### Одиночний розряд: 2 (2 поразки)
| Легенда                         |
| ------------------------------- |
| Турніри Великого шлема (0–0)    |
| Фінали Світового туру ATP (0–0) |
| Серія ATP Мастерс 1000 (0–0)    |
| Серія ATP 500 (0–0)             |
| Серія ATP 250 (0–2)             |

| Фінали за покриттям |
| ------------------- |
| Тверде (0–1)        |
| Ґрунт (0–1)         |
| Трава (0–0)         |
| Килим (0–0)         |

| Фінали за типом корту |
| --------------------- |
| Відкритий корт (0–2)  |
| Закритий корт (0–0)   |

| Результат | В-П | Дата     | Турнір                  | Рівень           | Покриття | Суперник       | Рахунок            |
| --------- | --- | -------- | ----------------------- | ---------------- | -------- | -------------- | ------------------ |
| Поразка   | 0–1 | Січ 2000 | Maharashtra Open, Індія | Серія Інтернешнл | Тверде   | Жером Гольмар  | 3–6, 7–6(8–6), 3–6 |
| Поразка   | 0–2 | Вер 2000 | Бухарест, Румунія       | Серія Інтернешнл | Ґрунт    | Жоан Бальсельс | 4–6, 6–4, 6–7(1–7) |

## Фінали ATP Челленджер і ITF Ф'ючерс

### Одиночний розряд: 8 (2–6)
| Легенда              |
| -------------------- |
| ATP Челленджер (1–5) |
| ITF Ф'ючерс (1–1)    |

| Фінали за покриттям |
| ------------------- |
| Тверде (0–1)        |
| Ґрунт (0–3)         |
| Трава (0–0)         |
| Килим (2–2)         |

| Результат | В-П | Дата     | Турнір                | Рівень     | Покриття | Суперник               | Рахунок       |
| --------- | --- | -------- | --------------------- | ---------- | -------- | ---------------------- | ------------- |
| Поразка   | 0-1 | Бер 1998 | Італія F1, Кальярі    | Ф'ючерс    | Ґрунт    | Давід Кабальєро-Гарсія | 1–6, 6–1, 6–7 |
| Поразка   | 0-2 | Бер 1998 | Італія F2, Сассарі    | Ф'ючерс    | Ґрунт    | Кім Тіїлікайнен        | 3–6, 2–6      |
| Поразка   | 0-3 | Тра 1998 | Дрезден, Німеччина    | Челленджер | Ґрунт    | Дірк Діер              | 6–0, 1–6, 4–6 |
| Поразка   | 0-4 | Січ 1999 | Гайльбронн, Німеччина | Челленджер | Килим    | Лоренс Тілеман         | 2–6, 7–5, 3–6 |
| Перемога  | 1-4 | Бер 1999 | Магдебург, Німеччина  | Челленджер | Килим    | Аксель Прецш           | 3–6, 7–6, 6–4 |
| Поразка   | 1-5 | Лют 2003 | Белград, Югославія    | Челленджер | Килим    | Денніс ван Схеппінген  | 5–7, 3–6      |
| Поразка   | 1-6 | Лис 2003 | Пуебла, Мексика       | Челленджер | Тверде   | Рікардо Мелло          | 6–7(5–7), 4–6 |
| Перемога  | 2-6 | Лют 2005 | Німеччина F5, Меттман | Ф'ючерс    | Килим    | Себастьян Рішик        | 1–6, 6–3, 6–4 |

### Парний розряд: 3 (1–2)
| Легенда              |
| -------------------- |
| ATP Челленджер (0–2) |
| ITF Ф'ючерс (1–0)    |

| Фінали за покриттям |
| ------------------- |
| Тверде (0–0)        |
| Ґрунт (1–1)         |
| Трава (0–0)         |
| Килим (0–1)         |

| Результат | В-П | Дата     | Турнір                   | Рівень     | Покриття | Партнер              | Суперники                            | Рахунок       |
| --------- | --- | -------- | ------------------------ | ---------- | -------- | -------------------- | ------------------------------------ | ------------- |
| Поразка   | 0-1 | Лис 1997 | Ноймюнстер, Німеччина    | Челленджер | Килим    | Ларс Бургсмюллер     | Джон-Лаффньє де Ягер Кріс Гаггард    | 3–6, 1–6      |
| Перемога  | 1-1 | Бер 1998 | Італія F2, Сассарі       | Ф'ючерс    | Ґрунт    | Йоганнес Унтерберґер | Хоан Хіменес-Герра Кім Тіїлікайнен   | 7–6, 6–3      |
| Поразка   | 1-2 | Кві 2003 | Сан-Луїс-Потосі, Мексика | Челленджер | Ґрунт    | Александер Пея       | Олександр Богомолов Фредерік Ніємеєр | 4–6, 6–7(5–7) |

## Часовий графік результатів
| W | Ф | ПФ | ЧФ | #Р | КТ | К# | DNQ | A | NH |

### Одиночний розряд
| Турніри Великого шлему                 |     |     |     |     |     |     |     |       |     |     |
| Відкритий чемпіонат Австралії з тенісу | К2р | К1р | К2р | 1р  | К3р | К2р | К1р | 0 / 1 | 0–1 | 0%  |
| Відкритий чемпіонат Франції з тенісу   |     | 2р  | 2р  | К1р | К2р | К2р | К2р | 0 / 2 | 2–2 | 50% |
| Вімблдонський турнір                   |     |     | 1р  |     |     |     | К2р | 0 / 1 | 0–1 | 0%  |
| Відкритий чемпіонат США з тенісу       |     |     | 1р  |     | К1р |     |     | 0 / 1 | 0–1 | 0%  |
| В-П                                    | 0–0 | 1–1 | 1–3 | 0–1 | 0–0 | 0–0 | 0–0 | 0 / 5 | 2–5 | 29% |
| Тур ATP Мастерс 1000                   |     |     |     |     |     |     |     |       |     |     |
| Рим                                    |     | К1р |     | К1р |     |     |     | 0 / 0 | 0–0 | –   |
| Гамбург                                |     | 1р  |     |     | К1р | 1р  | К1р | 0 / 2 | 0–2 | 0%  |
| В-П                                    | 0–0 | 0–1 | 0–0 | 0–0 | 0–0 | 0–1 | 0–0 | 0 / 2 | 0–2 | 0%  |